# Pijnappelklier
De pijnappelklier of epifyse is een endocriene klier in de hersenen. De epifyse bevindt zich onder het corpus callosum (de hersenbalk) en aan de bovenkant van de derde ventrikel. Als orgaan heeft het zich bij "hogere" gewervelde dieren (zoogdieren) ontwikkeld uit het zogeheten derde oog, kruinoog of organum pineale, zoals bij vissen, amfibieën, reptielen en vogels. Bij deze dieren is het in de eerste plaats een lichtgevoelig orgaan. Bij kinderen is de epifyse goed ontwikkeld, maar na de puberteit wordt hij kleiner, en bij oudere mensen is de klier vaak verkalkt en niet meer functioneel.

## Functies bij de mens
De epifyse produceert het hormoon melatonine. 
- Melatonine speelt een rol in het circadiaan ritme van de mens.
- Mogelijk remt het de ontwikkeling van de geslachtsklieren tot de puberteit begint.

## Zetel van de ziel
- In oosterse filosofieën wordt de epifyse beschouwd als de zetel van de ziel.
- Descartes besteedde veel tijd aan studie van de pijnappelklier. Hij noemde de pijnappelklier de 'zetel van de ziel' omdat hij de pijnappelklier aanzag voor de centrale plek voor de interactie tussen ziel en lichaam.[7][8]